# Царевское
Царевское — деревня в Сергиево-Посадском районе Московской области, в составе муниципального образования сельское поселение Васильевское (до 29 ноября 2006 года входила в состав Васильевского сельского округа).
Царевское расположено примерно в 23 км (по шоссе) на запад от Сергиева Посада, на правом берегу реки Имбушки (левый приток Вели), высота центра деревни над уровнем моря — 191 м. На 2016 год в деревне зарегистрировано 2 садовых товарищества.

## Население
| 2002 | 2006 | 2010 |
| ---- | ---- | ---- |
| 5    | ↗7   | ↗14  |